# Peter Mikuš
Peter Mikuš (* 10. ledna 1985, Trenčín) je slovenský hokejový obránce, od dubna 2015 bez angažmá. Mimo Slovenska působil v Rusku a Česku. Nyní působí v týmu HK Nitra.

## Kluby podle sezon
- 2003-2004 HC Dukla Trenčín, HC Dukla Trenčín B
- 2004-2005 HC Dukla Trenčín, ŠHK 37 Piešťany
- 2005-2006 HC Dukla Trenčín
- 2006-2007 HC Dukla Trenčín, HK 95 Považská Bystrica
- 2007-2008 HC Dukla Trenčín
- 2008-2009 HC Dukla Trenčín
- 2009-2010 HC Košice
- 2010-2011 CHK Neftěchimik Nižněkamsk, BK Mladá Boleslav
- 2011-2012 HC Mountfield
- 2012-2013 Sezónu vynechal kvůli zranění
- 2013-2014 Mountfield HK
- 2014-2015 Mountfield HK